# Nefesh
En la tradición judía, nefesh (literalmente, ‘alma’) es el nombre que recibe una estructura funeraria monumental, definida como estructura «magnífica» o «espectacular», que se erige encima o al lado de una tumba. Habitualmente se trata de una construcción de grandes dimensiones, si bien a diferencia de un mausoleo, no es un edificio que alberga los restos del difunto (o difuntos, en sepulcros familiares), sino un monumento aparte. Cuando se erige por encima del lugar de sepultura, en algunos casos se han construido pasadizos internos, convirtiendo la tumba en cierto modo en una cripta.
El nefesh puede hacer alusión también a un elemento destacado del propio sepulcro, como un pórtico clásico erigido a la entrada de las salas de entierro, o un imponente remate, que convierten el lugar en un mausoleo propio. El propósito del nefesh, más allá de elemento decorativo, es ser visto desde la distancia (realzando por tanto la importancia de los enterrados en el lugar).

## Etimología y orígenes
La palabra hebrea nefesh (נֶפֶשׁ; plural: nefashot) significa ‘alma’, tanto en su uso bíblico como moderno (es conocida por aparecer en la segunda línea de la primera estrofa del himno nacional de Israel). Es cognada de la palabra árabe nafs (نفس), que significa tanto ‘alma’ como ‘propio’. No se conoce con certeza la relación etimológica que podría tener con la palabra nephesh del dialecto hasáitico del árabe antiguo septentrional, usada por los arameos en sentido de un monumento funerario. En una inscripción encontrada en Salkhad (al sur de Siria, muy cerca de la frontera jordana), en una pila de piedras usada como ofrenda votiva aramea a la diosa Al-lat, se emplea el término hasáitico. En sabeo, lengua perteneciente al grupo árabe antiguo meridional, el término pudo haber sido usado directamente para un túmulo, es decir, un monumento concretamente por encima de la tumba; mientras que en el arameo de la época podría haber significado una gruta o cripta. Durante el período helenístico, el término fue relacionado con la estela griega.
En la cultura nabatea, basada en una interpretación limitada del aniconismo, la representación de deidades en betilos —relacionados con los nephesh arameos— carecía de figuras imaginarias, aunque sí podían esculpirse como figuras geométricas y otras para conmemorar a los muertos. A diferencia de la prohibición israelita de grabar imágenes funerarias en general, los nabateos permitían representaciones antropomorfistas de las deidades, aunque no se empleaban ampliamente, siendo sus monumentos conservados hasta la fecha muestras de una forma de escultura anicónica —a veces en forma monolítica (e incluso como obeliscos)—, que emplea patrones decorativos (muchas veces en bajorrelieve), habitualmente en representación de Dushara (aunque por su variedad de formas, se ha sugerido que podrían haber representado también a otras deidades).
En el Antiguo Israel y la sociedad judía del período del Segundo Templo, los nefesh eran una muestra de alto estatus social o religioso, además de económico. Los monumentos conservados en la región se atribuyen a familias adineradas y de importantes cargos públicos (como cohanim en el caso de la tumba de Benei Hezir). Suelen integrar modelos arquitectónicos de distintas épocas, como la arquitectura nabatea, la arquitectura del Antiguo Egipto o la arquitectura griega antigua (más concretamente la helenística).

## Galería de imágenes

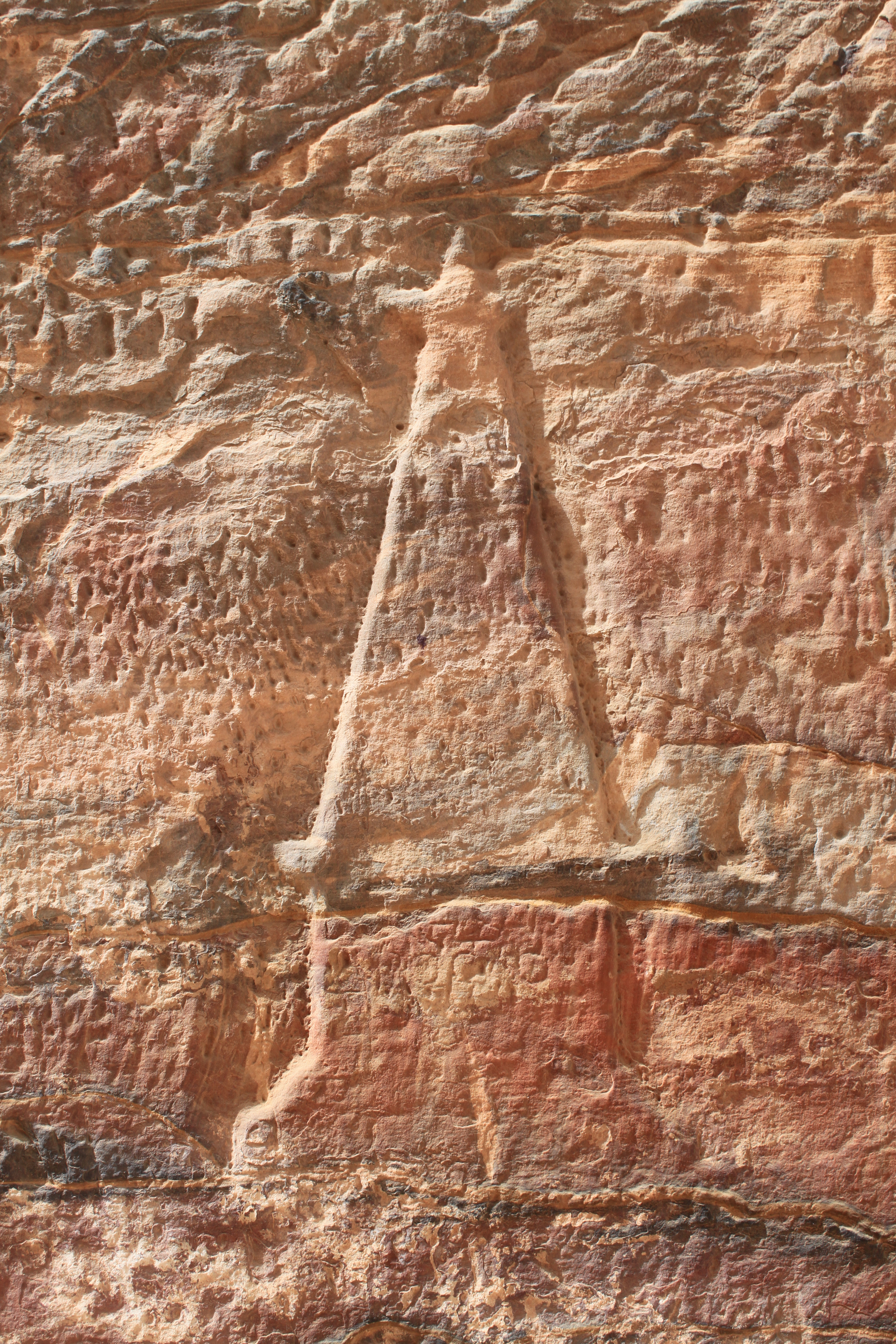
Una nefesh excavada en relieve, parte del complejo monumental de Petra.
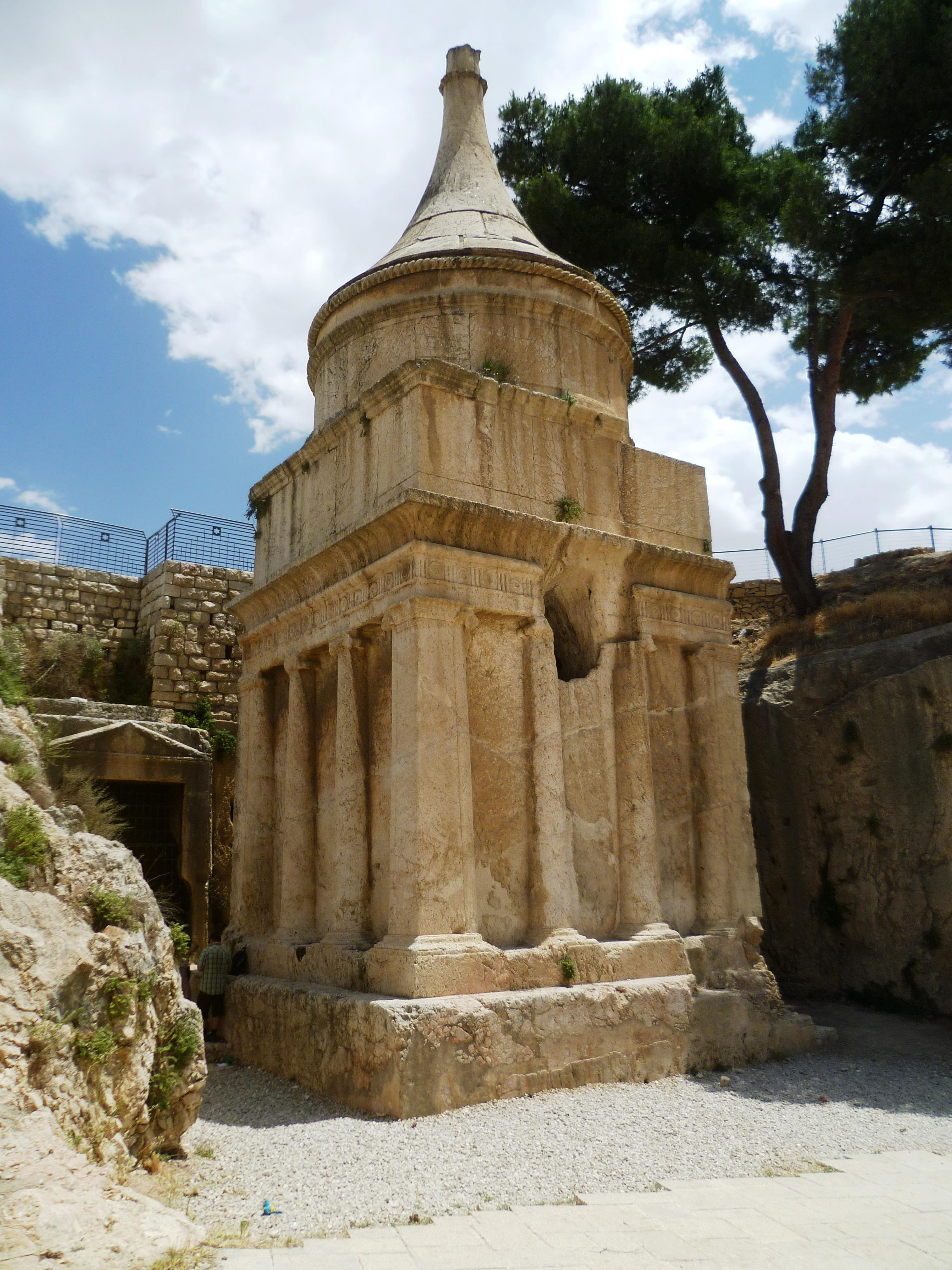
Yad Avshalom, o tumba de Absalón, parte del conjunto de monumentos funerarios rupestres de Jerusalén.
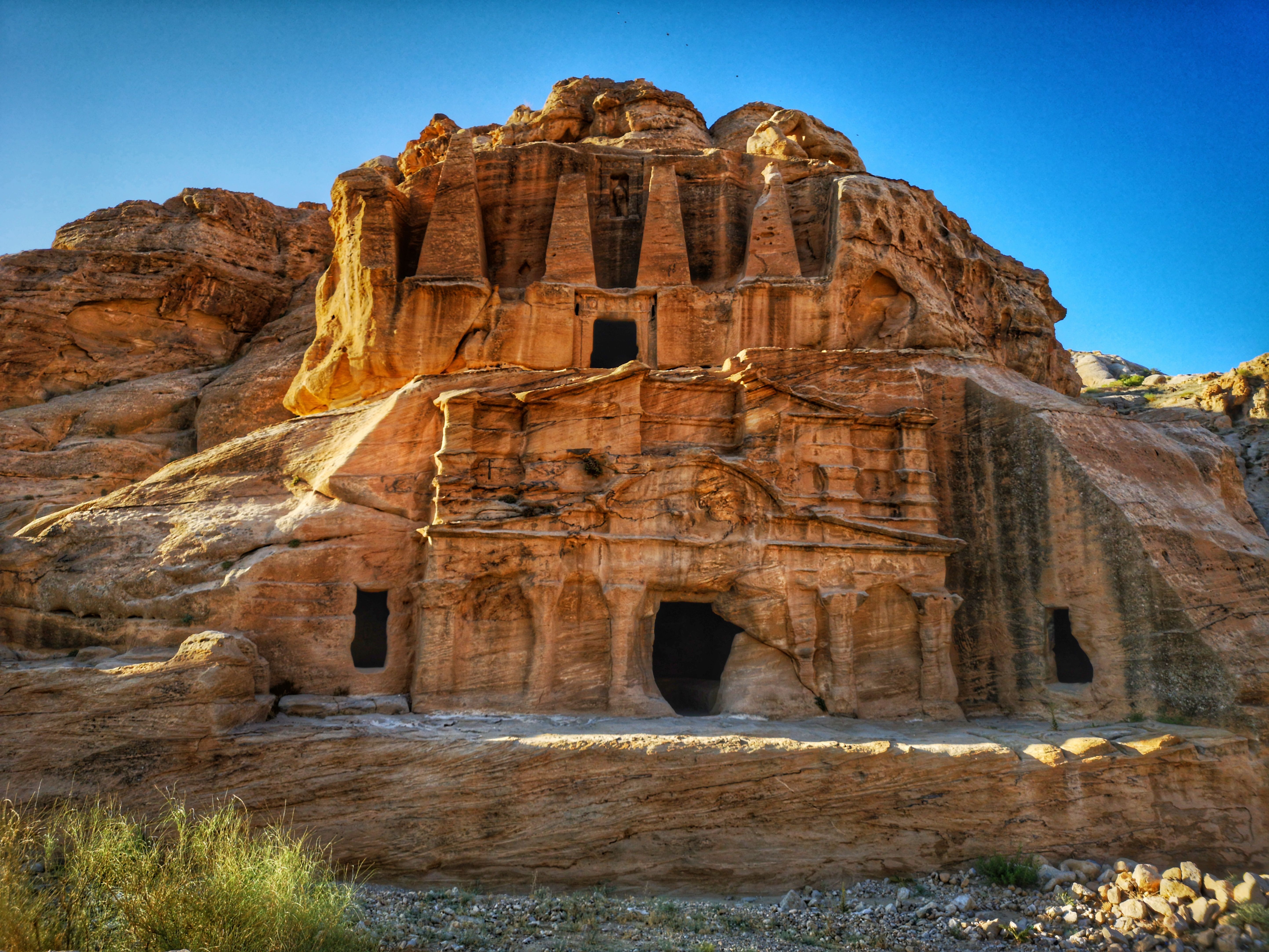
Estructura rupestre diseñada como nefesh en la Pequeña Petra.
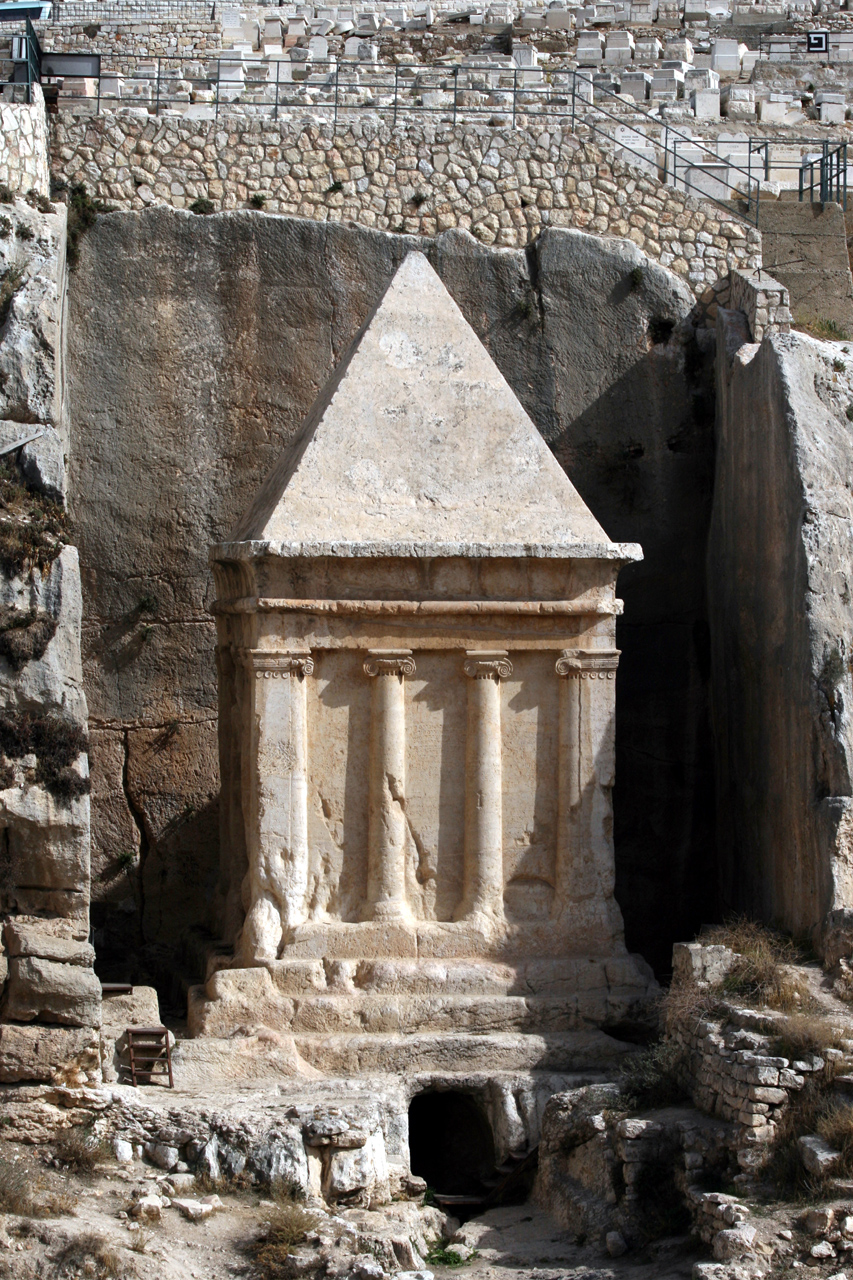
Tumba de Zacarías, posiblemente nefesh de la tumba de Benei Hezir, otras de las tumbas rupestres de Jerusalén.